# Lagarde-Paréol
 Lagarde-Paréol  es una población y comuna francesa, en la región de Provenza-Alpes-Costa Azul, departamento de Vaucluse, en el distrito de Aviñón y cantón de Bollène.
No está integrada en ninguna communauté de communes.

## Demografía
| 116 | 130 | 135 | 255 | 279 | 297 |
| Para los censos de 1962 a 1999 la población legal corresponde a la población sin duplicidades (Fuente: INSEE [Consultar]) |     |     |     |     |     |